# Dust (comics)
Pour les articles homonymes, voir Dust.
Dust, de son vrai nom Sooraya Qadir, est un personnage de fiction appartenant à l’univers Marvel de la maison d'édition américaine Marvel Comics.

## Biographie du personnage
Sooraya Qadir est née en Afghanistan, elle est musulmane. Elle a été enlevée par des Afghans qui voulaient la vendre comme esclave. Elle les tua tous en se changeant en poussière (dust) et en les lacérant jusqu'à l'os alors qu’ils tentaient de lui ôter sa burqa. Trouvée inconsciente par Fantomex et par Wolverine, ce dernier la ramena. À son réveil, inquiète, elle s’était rendue invisible aux yeux de Jean Grey et des membres de la X-Corporation Mumbaï en se changeant en poussière. Jean réussit néanmoins à la contacter par télépathie et à la rassurer. Sooraya, plus ou moins rassurée reprit sa forme humaine et suivit Jean jusqu'à l’Institut Xavier, où elle prit le surnom de Dust.
Placée dans la classe spéciale de Xorn, elle fut la première à se rebeller contre son professeur. Il voulait la convaincre de renoncer à sa religion et de l’aider à mener une guerre contre les humains non mutants. 
Paniquée, elle essaya de contacter le professeur Xavier mais elle en fut empêchée par Xorn qui la manipula, la changea en poussière et la força sous cette forme à détruire Cerebro, après quoi elle fut enfermée dans un bocal avant qu’elle ne puisse reprendre sa forme humaine. Dust et le professeur hors-jeu, Xorn, qui se prenait pour Magnéto, et sa nouvelle Confrérie des mauvais mutants saccagèrent l’Institut avant d’aller s’en prendre à la ville de New York. 
Dust fut libérée par les Stepford Cuckoos, à qui elle expliqua que Xorn et sa classe spéciale étaient des traîtres et qu’ils avaient enlevé le professeur Xavier. Cyclope constitua alors un groupe de X-Men provisoires avec Dust, Le Bec, Irina, Forearm, les Stepford Cuckoos et d’autres élèves de l’Institut.
Xorn vaincu, le conflit terminé et l’Institut Xavier reconstruit, Dust le réintégra et devint la colocataire de Noriko Ashida alias Surge. Les deux filles ont beaucoup de mal à se comprendre mais elles cohabitent malgré tout.
Quand les élèves furent répartis dans les différentes équipes, elle intégra le groupe des Hellions d’Emma Frost. La nature rebelle des Hellions tranche radicalement avec le respect des traditions et des lois de Dust mais ils n’ont que faire de son look et de sa religion et l’acceptent telle qu’elle est. Ils furent alors confrontés aux Nouveaux Mutants non loin de la gare de Salem Center, qui, prévenus par Icare, voulaient les arrêter avant qu'ils ne s'attirent des ennuis. Durant la confrontation, Dust se changea en poussière, Alizé la renvoya alors dans le parc de l’Institut via ses pouvoirs. Dust se retrouva nue au milieu du parc, elle se cacha dans les buissons jusqu'à ce que sa voisine de chambre Noriko lui apporte son hijab.
Après la cérémonie de remise des diplômes, où son équipe reçut le prix de meilleure équipe de l’Institut, son collègue Julian l'invita avec toute l'équipe en vacances chez lui en Californie. Arrivé là-bas, Julian se vit déshérité par ses parents. Ils découvrirent que les parents de Julian avait fait fortune en passant un étrange pacte avec un sombre personnage : le Kingmaker. Contre l'avis de Sooraya, les Hellions firent appel au Kingmaker, qui leur proposa de réaliser leur vœu de plus cher. Sooraya demanda à revoir sa mère. Le Kingmaker l'amena alors dans un camp de réfugiés où elle la revit, mais en échange, il demanda à son équipe, de lui ramener une arme biologique pour un de ses « clients », le Docteur Octopus. Les Hellions allèrent chercher l'arme et furent confrontés aux agents du SHIELD Diamondback et le Paladin. Ils les combattirent et récupérèrent l'arme mais ne la donnèrent pas au Kingmaker, craignant qu'elle ne tombe entre de mauvaises mains. Ils livrèrent le Kingmaker au SHIELD et détruisirent l'arme. Mais en contrepartie, Dust perdit la trace de sa mère.
Peu après, alors que la Sorcière Rouge avait changé la réalité pour en faire le monde de House of M, régi par Magnéto et sa famille, Dust se retrouva membre des Nouveaux Mutants. De plus, Dust n'y portait plus de burqa dans ce monde. Quand la réalité normale reprit sa place, Dust était une des rares mutantes à avoir conservé ses pouvoirs.
Noriko changea de chambre et Sooraya se retrouva avec Laura X alias X-23 qui lui avoua avoir tué dans son pays. Elle fut sélectionnée pour faire partie des Nouveaux X-Men en battant Indra. Lors de l'attaque de l'école par Stryker, elle fut assommée par X-23 afin de la sauver. À son réveil, l'école était en flammes. Elle apprit qu'on avait essayé de la tuer et déchaina son pouvoir sur les « purificateurs » qui moururent un à un. Selon la prophétie de la vision, Nemrod, c'est elle qui devait provoquer la mort des assaillants.
Il y a peu, ses transformations répétées en verre provoquèrent des lésions irréversibles et elle mourut lors d'un combat contre Donald Pierce. Mais elle fut ramenée à la vie par Ink, grâce au tatouage du Phénix.

## Pouvoirs
Dust est capable de se changer en poussière organique. Elle peut alors former un nuage de sable se déplaçant à grande vitesse et pouvant aveugler, repousser, blesser voir tuer ses ennemis. Elle est très dangereuse sous cette forme, elle peut lacérer ses ennemis et ainsi détacher la chair de leurs os. Quand elle se change en poussière, ses vêtements restent cependant intacts, elle doit se reformer en dessous.Sooraya est presque indétectable par télépathie ou magie quand elle se transforme.

## Apparition dans d’autres médias
Dust apparaît à deux reprises dans la série animée Wolverine et les X-Men.

## Identité
- Véritable nom : Sooraya Qadir
- Profession : étudiante, précédemment esclave
- Identité : secrète
- Lieu de naissance : Afghanistan
- Situation de famille : célibataire
- Parents connus : Mirah Qadir (mère)
- Affiliations : Hellions, New X-Men
- Base d'opérations : actuellement l’Institut Xavier, comté de Westchester, État de New York
- Première apparition : New X-Men #133 (2002).
- Poids : 62 kg
- Yeux : marron
- Cheveux : bruns